# Георги Йолов
Георги Йолов Тодоров е български социален психолог, професор, доктор на психологическите науки.

## Биография
Роден е на 27 април 1927 г. във врачанското село Алтимир. Завършва философия в Софийския университет. През 1963 г. защитава кандидатска (докторска) дисертация. Преподава във Военната академия в София, а от 1966 г. е доцент там. По същото време е хоноруван преподавател в Софийския университет. От 1968 г. е редовен доцент към катедрата по психология в университета. От 1970 до 1971 г. е ръководител на катедрата. След като се обособява самостоятелна специалност „Психология“ към катедра „Психология“ той продължава да е ръководител на катедрата до 1983 г. Същевременно от 1972 до 1973 г. е декан на Философския факултет на Софийския университет. Бил е дългогодишен ръководител на „Катедрата по педагогика и психология“ на Военната академия „Г. С. Раковски“ и в Югозападния университет. През 80-те години е директор на Института по образование „Тодор Самодумов“ и директор на „Център за научни изследвания“ към Комитета по култура. В периода 1982 – 1992 г. е директор на Централната лаборатория по психология при БАН (от 1990 г. Институт по психология). През 1983 г. защитава дисертация за доктор на науките на тема „Необичайни ситуации и ситуативните особености на психиката“. Пише в областта на социална, военната и екстремална психология и по-конкретно за поведението на личността в критични ситуации. Той е сред създателите и първи главен редактор на сп. „Психологични изследвания“. Умира в София на 22 ноември 1998 г.

## Памет
На Георги Йолов е наречена улица в квартал „Кръстова вада“ в София (Карта).

## Книги
- Да възпитаваме смели и мъжествени воини. Военно издателство, 1957
- Техниката на офицера. Военно издателство, 1960
- Психически промени у младия войник. Военно издателство, 1964
- Съвременната война и психиката на воина. Военно издателство, 1966
- Психология на дисциплинарното нарушение. Военно издателство, 1968
- Самообладанието на командира в боя. Военно издателство, 1969
- Неофициалният лидер (тартора) в затворническата група. Министерство на правосъдието, 1971
- Критичните ситуации и масовата психика. Изд. Наука и изкуство, 1973
- Личността в критичните ситуации. Партиздат, 1975
- Земетресението и амплитудите на психиката. С., Партиздат, 1977. 183 с. (Съавт.: Дончо Градев, Иван Паспаланов, Ч. Кискинов, Крум Крумов).
- Психологически проблеми на социалистическия начин на живот и формирането на личността. Народна просвета, 1979 (Съавт. Крум Крумов).
- Опасност и психична промяна. Изд. Наука и изкуство, 1981
- Третата възраст. Самочувствие, активност, жизнена позиция. С., Наука изкуство, 1982. 263 с. (Съавт.: Иван Паспаланов, Хайгануш Силгиджиян, В. Топалова, Здрава Иванова, Дончо Градев, Чавдар Кискинов, Крум Крумов).
- От върха на годините: Приемственост и сътрудничество между поколенията. Партиздат, 1982
- Пред вратите на Алма матер: Социалнопсихологически измерения на кандидатствуването във ВУЗ. Изд. Наука и изкуство, 1986
- Общуването: сътрудничество, дистанция, конфликтност. Военно издателство, 1986 (в съавторство с Дончо Градев).
- Психическите резерви и високите спортни постижения. Военно издателство, 1987 (в съавторство с Димитър Кайков и Г. Христов).
- Бедствия и масова психика. Военно издателство, 1989
- Масови развлечения. 1990
- Масови зрелища. 1991